# Valgrana
Valgrana (Valgran o Valgrana in piemontese, Vergrana in occitano) è un comune italiano di 780 abitanti della provincia di Cuneo in Piemonte. Si trova nell'omonima valle.

## Geografia fisica
Il comune fa parte della Valle Grana ed è attraversato dal Torrente Grana. Il centro abitato si trova a 642 m s.l.m., il punto più alto è la vetta del monte Tamone che raggiunge i 1393 m s.l.m. .

## Origini del nome
Il nome del paese è molto antico, le sue origini sono preromane. Si suppone che la parola grana derivi da crana, ovvero "crepaccio"; mentre la parola "valle" gli è stata attribuita per la sua collocazione territoriale.

## Storia
I primi insediamenti abitativi erano di origine pre romanica, costoro erano ottimi pastori rinomati per il loro cacio piccante. Le tracce più antiche del paese si possono trovare nei resti di un castello risalente all'epoca saracena, che venne distrutto nel 1548 dal maresciallo De Brissac. Il primo sindaco fu Rosso Giacomo. Nel 1394 Eustachio, fratello di Federico II marchese di Saluzzo, prende possesso della Valle Grana, dopo la sua morte, suo figlio Costanzo prende possesso del feudo di Valgrana dando inizio alla dinastia dei Saluzzo di Valgrana. Nel 1431 Costanzo approvò lo statuto di Valgrana: Capitula sive statuta oppiai Valgranae. Nel 1589, duca Carlo Emanuele I di Savoia investì Massimiliano Saluzzo del feudo di Valgrana. Nel 1744 Valgrana venne invasa dalle truppe franco-spagnole, che poi proseguirono verso Cuneo. Nel 1800 scoppiò un'epidemia di colera causando nel corso del secolo più di cento morti. Nel 1846 il vecchio cimitero venne demolito assieme alla piccola cappella dedicata a sant'Antonio.

### Simboli
Lo stemma e il gonfalone sono stati concessi con decreto del presidente della Repubblica del 12 gennaio 1954.
Il gonfalone è un drappo di azzurro.

## Monumenti e luoghi d'interesse

### Architetture religiose
- Chiesa di San Matteo
- Chiesa di San Martino
- Confraternita San Giuseppe
- Cappella di Santa Maria della Valle
- Cappella di San Bernardo: La cappella è grande circa 20 metri quadri, è sormontata da una volta a crociera, sulla quale sono raffigurati i quattro evangelisti, dipinti nel 1473 da Pietro da Saluzzo.
- Cappella di San Giorgio: Risale probabilmente al 1600 , costruita sui resti di una cappella del 1288. è in stile barocco, sulla facciata c'è la scritta: San Giorgio martire, principe di Cappadocia, capitano delle guardie nobili, morì a Roma nel 304.
- Cappella della Madonna della Neve

### Architetture civili
- Monumenti alla Resistenza, in piazza Duccio Galimberti si trovano due monumenti dedicati al periodo della Resistenza: il primo è in pietra e rappresenta un cappello alpino mentre il secondo è la ricostruzione di un mulino, il copricapo rappresenta i giovani morti al fronte mentre quest'ultimo le vittime civili.[7]
- Ponte sul Grana

## Società

### Evoluzione demografica
Abitanti censiti

### Istituzioni, enti e associazioni
Sul territorio comunale sono presenti le seguenti associazioni:
- Pro Loco
- A.V.I.S. - Sezione di Valgrana
- Compagnia Teatrale Valgranesi degli Instabili [9]

## Cultura

### Istruzione

#### Scuole
Sul territorio comunale è presente una scuola dell'infanzia.

#### Musei
L'unico museo presente è il "KinoMuseo", promosso dall'associazione culturale Kinokinino, è dedicato alla storia del cinema. All'interno è possibile osservare numerosi oggetti che hanno fatto la storia del cinema, dalle vecchie cineprese a oggetti di scena; è inoltre presente una biblioteca di oltre 600 volumi. Il museo è stato promotore di diversi medio metraggi sulla storia della vallata, in particolare sul periodo della Resistenza.

### Eventi
- Sagra della madernassa

## Geografia antropica

### Frazioni

#### Bottonasco
Bottonasco è una piccola frazione che appartiene in parte al comune di Valgrana e in parte a quello di Caraglio in provincia di Cuneo.
I santi patroni della frazione sono Sant'Andrea e San Chiaffredo.
A Bottonasco si possono vedere ancora i resti della polveriera, un deposito di armi usato durante la Seconda guerra mondiale dai partigiani oggi bonificato.

## Economia
Il comune di Valgrana basa la propria economia sul settore primario. Le coltivazioni principali riguardano la pera madernassa, oltre a questo sono presenti coltivazioni di frutti di bosco, quali: lamponi, more, fragole, ribes. Importante è anche l'allevamento di bovini di razza piemontese.

## Amministrazione
Di seguito è presentata una tabella relativa alle amministrazioni che si sono succedute in questo comune.
| Periodo        | Periodo        | Primo cittadino             | Partito            | Carica  | Note   |
| -------------- | -------------- | --------------------------- | ------------------ | ------- | ------ |
| 15 luglio 1985 | 19 maggio 1990 | Enrico Ribero               | lista civica       | Sindaco | [ 13 ] |
| 19 maggio 1990 | 24 aprile 1995 | Enrico Ribero               | lista civica       | Sindaco | [ 13 ] |
| 24 aprile 1995 | 14 giugno 1999 | Enrico Giuseppe Anto Ribero | lista civica       | Sindaco | [ 13 ] |
| 14 giugno 1999 | 14 giugno 2004 | Adriano Brondetta           | Lega Nord          | Sindaco | [ 13 ] |
| 14 giugno 2004 | 8 giugno 2009  | Adriano Brondetta           | lista civica       | Sindaco | [ 13 ] |
| 8 giugno 2009  | 26 maggio 2014 | Albino Arlotto              | lista civica       | Sindaco | [ 13 ] |
| 26 maggio 2014 | 27 maggio 2019 | Albino Arlotto              | lista civica Alpes | Sindaco | [ 13 ] |
| 27 maggio 2019 | in carica      | Albino Arlotto              | lista civica       | Sindaco | [ 13 ] |

### Altre informazioni amministrative
Il comune faceva parte della comunità montana Valli Grana e Maira.

## Sport
Il principale campo sportivo è l'Impianto Sportivo Comunale "Beppe Mocchiolo" , il quale consente la pratica del calcio, del tennis e della pallavolo. Il campo è gestito dal G.S. Valgrana.